# Novokubanskij rajon
Il Novokubanskij rajon (in russo Новокубанский район?) è un rajon del Kraj di Krasnodar, nella Russia europea.